# 倉敷海軍航空隊

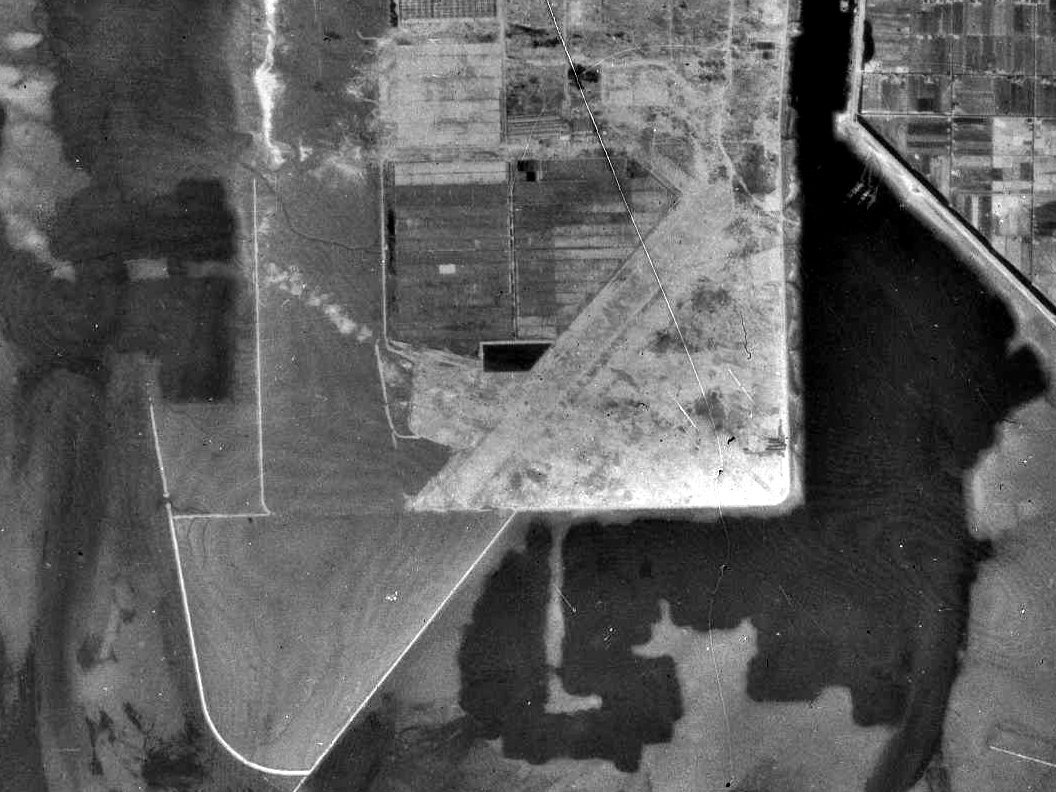
倉敷海軍航空隊跡地の空中写真（1948年）

倉敷海軍航空隊（くらしきかいぐんこうくうたい）は、日本海軍の部隊・教育機関の一つ。岡山県児島郡福田村（現在の倉敷市水島）に所在した。4500人もの志願者を募った予科練乙飛第22期の生徒を教育するため、最後に新設された予科練教育航空隊である。緊急に開隊するために農地・集落を収用し、3ヶ月で兵舎・教育施設の落成に漕ぎつけた。

## 沿革
- 1944年（昭和19年）11月1日 - 開隊。第19連合航空隊に編入。三重海軍航空隊から乙飛第21期500名・第22期500名転入
- 1945年（昭和20年）
  - 2月1日 - 三重空から乙飛第23期800名が疎開転入
  - 3月1日 - 19連空解散。呉鎮守府隷下第21連合航空隊に転籍
  - 3月20日 - 乙飛第21期卒業（唯一の卒業生）
  - 6月1日 - 予科練教育凍結。水上・水中特攻訓練に教程変更。
  - 6月22日 - 水島空襲により、隣接する三菱重工業水島航空機製作所から類焼。以後、重工を標的とする空襲により類焼被害多数
  - 昭和20年7月15日 - 21連空解散。呉鎮守府部隊に転籍
  - 終戦後武装解除

空襲による物的被害は大きかったが、生徒・教官の犠牲者は少なかった。呉鎮守府が管轄する各部隊に振り分けられることになり、震洋・伏龍の訓練に明け暮れるうちに終戦を迎え、戦線投入には至らなかった。

## 主要機種
教育訓練部隊のため、航空機の配属はない。

## 歴代司令
- 藤村正亮：昭和19年11月1日 -
- 森本丞 予備少将：昭和20年7月10日 - 武装解除・解隊